# Istocheta rohdendorfi
Istocheta rohdendorfi là một loài ruồi trong họ Tachinidae.